# باربورا سیمانووا
باربورا سیمانووا (انگلیسی: Barbora Seemanová؛ زادهٔ ۱ آوریل ۲۰۰۰) ورزشکار ورزش شنا اهل جمهوری چک است.

## جوایز
وی در مسابقات کشوری و بین‌المللی در مجموع برندهٔ ۵ مدال طلا، ۲ مدال نقره، ۲ مدال برنز شده است.